# Hasle Ringvej
Hasle Ringvej ofte benævnt O2 er en firesporet ringvej, der går igennem det vestlige Aarhus. Vejen er en del af Ring 2 der går fra Grenåvej til Oddervej, og er med til at lede den tunge trafik nord/syd om Midtbyen.
Hasle Ringvej forbinder Viborgvej i syd med Vejlby Ringvej i nord, og har forbindelse til Herredsvej, Paludan-Müllers Vej og Brendstrupvej.
| Trafik | Spire Denne trafikartikel er en spire som bør udbygges. Du er velkommen til at hjælpe Wikipedia ved at udvide den. |

56°10′26.9″N 10°10′02.0″Ø / 56.174139°N 10.167222°Ø